# Comuna Kalundborg (1970-2006)
Kalundborg (Kalundborg Kommune) a fost o comună din comitatul Vestsjællands Amt, Danemarca, care a existat între anii 1970-2006. Comuna avea o suprafață totală de 130,20 km² și o populație de 19.879 de locuitori (în 2003), iar din 2007 teritoriul său face parte din comuna Kalundborg.
1. ↑  Danske borgmestre 1970-2018 (PDF)